# Никитин, Николай Степанович
Николай Степанович Никитин (1811—1881) — художник, театральный декоратор, архитектор, академик Императорской Академии художеств.

## Биография
Родился 6 (18) мая 1811 года. Отец, титулярный советник Степан Никитин, был канцелярским служителем петербургской портовой таможни.

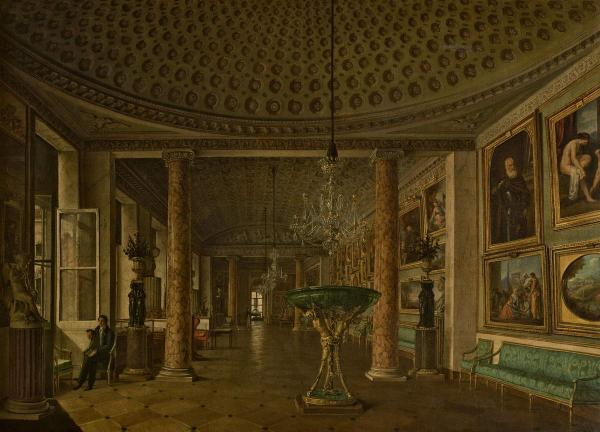
Картинная галерея Строгановского дворца (1832)
(пример работы А. Д. Надеждина)

Воспитанник Императорская Академия художеств (с 1821). Ученик М. Н. Воробьёва. 3а время учёбы получил малую и большую серебряные медали (1832) за написанный с натуры «Вид залы графини Строгановой», малую золотую медаль за программу «Вид Адмиралтейства с частию Зимнего дворца». Окончил Академию художеств с аттестатом 1-й степени (1833). Был рекомендован петербургской театральной дирекции как декоратор, но получил отказ. В 1833 и 1836 годах принимал участие в выставках Академии художеств, в 1834 и 1838 — в выставках Императорского общества поощрения художеств. Пенсионер Академии художеств в Италии (1834—1840). По случаю приезда в Рим наследника великого князя Александра Николаевича 5 января 1839 года в мастерской Ф. А. Бруни были выставлены работы русских художников, в том числе три работы Н. С. Никитина.
В сентябре 1840 года вернулся из Италии в Петербург. С июня 1841 года — академик декорационной живописи, с сентября этого же года - «городовой архитектор» в Царском Селе. В сентябре 1845 года  получил чин коллежского асессоре и в этом же году был назначен «каменных дел мастером» по постройке в Царском Селе дачи великого князя Николая Николаевича. По проектам Н. С. Никитина в Царском Селе были построены также госпиталь, гостиный двор, здание приюта и много частных домов. ХИм была выполнена декорация «великолепной залы» для оперы Г. Доницетти «Лукреция Борджия», которая впоследствии служила декорацией «Зала во флорентийском вкусе» для оперы Г. Доницетти «Анна Болейн». Участвовал в росписи Исаакиевского собора.
В 1856 году ему был пожалован Орден Святого Станислава 3-й степени, памятная Медаль «В память войны 1853—1856» (на Андреевской ленте). В феврале 1857 года императрица Мария Александровна пожаловала ему перстень, в апреле 1859 был награждён орденом Святой Анны 3-й степени.
Умер 21 ноября (3 декабря) 1881 года в Царском Селе. Похоронен на Казанском кладбище.

### Проекты и постройки Н. С. Никитина в Царском Селе
- 1830—1850-е — перестройка дома Половцева на Велиовской (Радищева) ул.
- 1830—1850-е — Проект постройки и последующей перестройки дома ттс Тележкина на Стессельской улице в Царском Селе. Фасады, планы двора. Архитекторы В. В. Кокорев, Н. С. Никитин.
- В 1842 — деревянный дом В. П. Матусевича (Веселаго).
- Каменное здание Мясных рядов возвели в 1843—1844 гг по проекту архитектора Н. С. Никитина.
- 1844—1874 — Проекты перестройки дома и служб купца А. Борисова на Стессельской улице в Царском Селе. Фасады, планы двора. Архитекторы Н. С. Никтин, А. Ф. Видов.
- Первая половина XIX в. — Проект постройки дома купца Сакулина на Магазейной улице в Царском Селе. Фасады и план дома, план двора. Архитектор Н. С. Никитин. ЦГИА СССР. (ф.485. оп.3. д.857. л.1-4)
- 1840—1860 — Проект перестройки дома для ротмистра Тирана 1840—1860 гг. на углу Колпинской и Госпитальной улиц в Царском Селе.
- 1845—1847 — По проекту Д. Е. Ефимова помещение Канцелярии Главноуправляющего дворцовыми правлениями и Царским Селом Позднее реконструированное под Мариинскую женскую гимназию.
- 1849 — перестройка дома купца П. П. Парфентьева.
- 1850—1900 — дом Таубе на Стессельской ул.: "Проект постройки и последующей перестройки дома баронессы фон Таубэ на Стессельской улице в Царском Селе. Фасады и планы дома, планы двора. Архитекторский помощник И. П. Измайлов, архитекторы Н. С. Никитин, [Коротков].
- В 1851 — дом Каннобио стал принадлежать жене действительного статского советника Е. И. Кузьминской, ей разрешили сделать перестройку по проекту архитектора И. Монигетти: предполагалось возведение двух боковых мезонинов над крыльями дома и подъезда со стороны Леонтьевской улицы. В ходе работ Кузьминская пожелала увеличить здание со стороны двора за счет пристройки галерей, что тогда же осуществили под наблюдением архитектора Н. С. Никитина.
- В 1855 — Н. С. Никитин соорудил второй лицевой дом на участке усадьбы Телятникова (сейчас под № 18) и одноэтажный деревянный флигель во дворе. В 1856 к дому 20 Никитин пристроил со стороны двора ныне существующий каменный флигель.
- В 1856 — архитектор перестраивает флигель усадьбы Багратиона на Павловском шоссе (11, 13).
- Существенную перестройку Запасного дворца предприняли к совершеннолетию великого князя Николая Николаевича. Работы выполнялись в 1856—1857 по проекту архитектора И. И. Шарлеманя с помощью архитектора Царскосельского дворцового правления Н. С. Никитина и каменных дел мастера С. Ламони. За этот проект перестройки Шарлемань получил звание академика архитектуры.
- В 1859 — перестраивает дом купца Белозерова, и дом купца Парфентьева.
- В 1861 — составляет проект одного из домов Шухт на Павловском шоссе.
- В 1861 — строит дома царскосельского купца Ионы Кучумова — Пушкинская 20 — главный дом и 2 флигеля во дворе: деревянный — Пушкинская 18 и Магазейная 15.
- Гостиный двор (1863—1866).
- 1845 — перестраивал дом Олениных Пушкинская 1 / Дворцовая 17,
- Строительные работы во возведению нового каменного здания госпиталя Дворцового ведомства проводились под руководством архитектора Н. С. Никитина (1844—1852) по проекту, составленному архитектором Д. Е. Ефимовым.
- Между 1858 и 1880 в саду был построен одноэтажный каменный жилой флигель усадьбы Кавелиной. Боковым фасадом с треугольным фронтоном он обращен к главному дому. Впоследствии архитектор Н. С. Никитин пристроил к нему деревянные службы с брандмауэром.
- Дом Барулиной на Московской улице был построен, возможно, наследниками дочери генерал-майора Н. Ф. Постниковой, в конце 1850-х — начале 1860-х, предположительно, по проекту архитектора Н. С. Никитина.
- Дом Васильевых. Малая 17 / Леонтьевская 13. Его проектировал Константин Андреевич Тон в 1837 году, 1863 — перестроен, арх. Н. С. Никитин.

В 1860—1870-е — проект перестройки дома С. Боревского на Стессельской улице в Царском Селе. Фасады. План двора. Архитектор Н. С. Никитин.
- В 1870-е — Н. С. Никитин составил для домовладельца капитана М. К. Высоцкого проект расширения лицевого дома и постройки деревянного надворного флигеля. Существующие каменный дом, ограда и флигель построены после 1870 , когда участок стал принадлежать Белозеровой, и она объединила его со своим же соседним домовладением.
- 1873 — Дом Колпакова. Проект перестройки дома гражданина А. Колпакова на Магазейной улице в Царском Селе. Фасад дома, план двора — Н. С. Никитин.
- В 1874 построил Дом Н. Г. Полякова, деревянный. В начале XX века — пристроена каменная пристройка с башней.
- В 1875—1877 — рядом с лицевым домом мещанина И. Д. Шохина Н. С. Никитин построил для купца А. И. Малышева существующий в настоящее время лицевой дом с брандмауэром.
- В 1876 — по проекту Н. С. Никитина надстроен второй этаж дома де Траверсе на Малой улице.
- В 1877 — главный дом усадьбы Брылкина расширили и надстроили этажом флигель по проекту архитектора Н. С. Никитина
- В 1877 — статскому советнику А. Н. Баутлеру перестроил угловой дом с расширением мезонина и соорудил новый на месте старого.
- В 1877—1878 — Н. С. Никитин перестраивает угловой дом Оранжерейная 37 / Магазейная 50. Дом Теплова (А. Ф. Ермолаевой)[4].

## Семья
У Николая Степановича и его жены Натальи Петровны Никитиных были дети: Мария (22.01.1846—?) и Александр (07.06.1848—?). 